# Лейк-Парк (Айова)
Лейк-Парк (англ. Lake Park) — місто (англ. city) в США, в окрузі Дікінсон штату Айова. Населення — 1167 осіб (2020).

## Географія
Лейк-Парк розташований за координатами 43°26′49″ пн. ш. 95°19′30″ зх. д. / 43.44694° пн. ш. 95.32500° зх. д. (43.446925, -95.324938).  За даними Бюро перепису населення США в 2010 році місто мало площу 4,18 км², з яких 4,03 км² — суходіл та 0,16 км² — водойми. В 2017 році площа становила 3,89 км², з яких 3,81 км² — суходіл та 0,08 км² — водойми.

## Демографія
Згідно з переписом 2010 року, у місті мешкало 1105 осіб у 486 домогосподарствах у складі 307 родин. Густота населення становила 264 особи/км².  Було 594 помешкання (142/км²).
Расовий склад населення:
| - 98,6 % — білих |

До двох чи більше рас належало 1,0 %. Частка іспаномовних становила 1,0 % від усіх жителів.
За віковим діапазоном населення розподілялося таким чином: 21,4 % — особи молодші 18 років, 53,5 % — особи у віці 18—64 років, 25,1 % — особи у віці 65 років та старші. Медіана віку мешканця становила 47,3 року. На 100 осіб жіночої статі у місті припадало 96,6 чоловіків;  на 100 жінок у віці від 18 років та старших — 91,8 чоловіків також старших 18 років.
Середній дохід на одне домашнє господарство  становив 67 408 доларів США (медіана — 58 750), а середній дохід на одну сім'ю — 78 930 доларів (медіана — 74 063). Медіана доходів становила 41 908 доларів для чоловіків та 35 357 доларів для жінок. За межею бідності перебувало 2,6 % осіб, у тому числі 3,1 % дітей у віці до 18 років та 3,0 % осіб у віці 65 років та старших.
Цивільне працевлаштоване населення становило 574 особи. Основні галузі зайнятості: виробництво — 29,1 %, освіта, охорона здоров'я та соціальна допомога — 21,3 %, роздрібна торгівля — 9,6 %, науковці, спеціалісти, менеджери — 9,4 %.